# Parapótamos (ort i Grekland, Thessalien)
Parapótamos är en ort i Grekland.   Den ligger i prefekturen Trikala och regionen Thessalien, i den centrala delen av landet, 240 km nordväst om huvudstaden Aten. Parapótamos ligger 115 meter över havet och antalet invånare är 246.
Terrängen runt Parapótamos är huvudsakligen platt, men västerut är den kuperad. Runt Parapótamos är det ganska glesbefolkat, med 42 invånare per kvadratkilometer. Närmaste större samhälle är Trikala, 6,4 km öster om Parapótamos. Trakten runt Parapótamos består till största delen av jordbruksmark.